# Desert Song
Desert Song è una canzone del gruppo musicale britannico Def Leppard del 1993, proveniente dal loro album di rarità e lati B Retro Active.

## Il brano
Desert Soong risale alle sessioni di registrazione di Hysteria del 1987. È diventata una delle ultime canzoni pubblicate dai Def Leppard a vedere la partecipazione del chitarrista Steve Clark, morto l'8 gennaio 1991. È stato un successo nella Mainstream Rock Songs, raggiungendo la posizione numero 12.
Il brano venne concepito originariamente per essere la strumentale per Hysteria; tuttavia fu esclusa dall'album e dimenticata per diverso tempo, fino a quando il gruppo decise di riutilizzarlo per Retro Active. Joe Elliott compose il testo, mentre ascoltava il brano, in un giorno di riposo durante il tour di Adrenalize. Elliott stesso chiamò poi il resto del gruppo per registrare il brano. Rimane l'unico pezzo dei Def Leppard in cui compaiono sia Steve Clark che il suo sostituto Vivian Campbell.
Il singolo non fu accompagnato da nessun videoclip promozionale.